# Маунт Хелти Хајтс (Охајо)
Маунт Хелти Хајтс (енгл. Mount Healthy Heights) насељено је место без административног статуса у америчкој савезној држави Охајо.

## Демографија
По попису из 2010. године број становника је 3.264, што је 186 (-5,4%) становника мање него 2000. године.
| Група             | 2000.         | 2010.         |
| Белци             | 2.517 (73,0%) | 1.846 (56,6%) |
| Афроамериканци    | 805 (23,3%)   | 1.224 (37,5%) |
| Азијати           | 42 (1,2%)     | 20 (0,6%)     |
| Хиспаноамериканци | 34 (1,0%)     | 66 (2,0%)     |
| Укупно            | 3.450         | 3.264         |